# Liste der Naturdenkmale in Hauptstuhl
Die Liste der Naturdenkmale in Hauptstuhl nennt die im Gemeindegebiet von Hauptstuhl ausgewiesenen Naturdenkmale (Stand 2. April 2013).

## Naturdenkmale
| Nr.         | Bezeichnung | Lage                                         | Beschreibung                                             | Bild                                    |
| ----------- | ----------- | -------------------------------------------- | -------------------------------------------------------- | --------------------------------------- |
| ND-7335-208 | Heidfelsen  | südöstlich des Ortes auf dem Felsenberg Lage | zwei Buntsandstein-Felsbänke; flächenhaftes Naturdenkmal | Direkt Bild zu diesem Denkmal hochladen |